# Кама (Кондинский район)
Кама — деревня в Кондинском районе Ханты-Мансийского автономного округа — Югры России. Входит в состав сельского поселения Болчары.

## География
Стоит на берегу реки Конда, напротив острова Деревенский.

## Климат
Климат резко континентальный, зима суровая, с сильными ветрами и метелями, продолжающаяся шесть месяцев. Лето относительно тёплое, но быстротечное.

## История
Деревня Кама появилась в 1880 году.
По переписи 1926 года в деревне насчитывалось 21 хозяйство, в которых проживало 78 человек.
В деревне занимались добычей рыбы, животноводством, звероводством, выращиванием картофеля.

## Население
| 2008 | 2010 |
| ---- | ---- |
| 307  | ↘250 |

Население на 1 января 2008 года составляло 307 человек.

## Известные уроженцы
- Слинкин, Михаил Филантьевич (1925—2007) — советский и украинский востоковед, историк.

## Инфраструктура
Личное подсобное хозяйство с зоной сельскохозяйственного использования, индивидуальная застройка усадебного типа.
Сельский центр культуры. Начальная школа-детский сад для детей дошкольного и младшего школьного возраста. Пожарная часть. Фельдшерско-акушерский пункт.

## Транспорт
Зимник Алтай — Кама. Пристань.